# サムエル・ビンセント
サムエル・ビンセント （Samuel Vincent、1971年10月5日 -） は、カナダの男性声優。ブリティッシュコロンビア州・ノースバンクーバー出身。
別名はサム・コース (Sam Khouth)、サム・ビンセント (Sam Vincent)。

## 概要
代表作は『エド・エッド・エディ』（エッド）など。『ムーチャ・ルーチャ!』などではキャラクターの歌声を担当することもある。
弟は機動戦士ガンダムSEEDの英語版でニコル・アマルフィ を演じた声優のゲイブ・コース。

## 出演作品

### テレビアニメ
- レゴ ニンジャゴー (テレビアニメ)（ロイド）
- X-メン:エボリューション（フォージ）
- エクストリームダイナソーズ（ステグス）
- エド・エッド・エディ（エッド）
- オーバン・スターレーサーズ（ジョーダン・ワイルド）
- en:Dr. Dimensionpants（カイル・リプトン/Dr. ディメンションパンツ）
- トムとジェリー テイルズ（ジェリー）
- トランスフォーマーシリーズ
  - 超ロボット生命体トランスフォーマー マイクロン伝説（英語版は『アルマダ』）（サイドスワイプ（日本名はステッパー）
  - トランスフォーマー ギャラクシーフォース（英語版は『サイバートロン』）（（コビー（コビー・ハンセン）、メナゾール（日本名はモールダイブ）、ランサック（日本名はガスケット）（第46話（日本語版では第47話）のみ））
- パックワールド(スパイラル)
- ベビー・ルーニー・テューンズ（ベビー・バッグズ、ベビー・ダフィー、ベビー・トゥイティー）
- 放課後エージェントオーサム（レスター）
- ムーチャ・ルーチャ!（ウィルバー）

### テレビアニメ(吹き替え)
- カードキャプターさくら（月城雪兎/ユエ）
- 機動戦士ガンダムSEED（アスラン・ザラ）
- 機動戦士ガンダムSEED DESTINY（アスラン・ザラ）
- 機動戦士ガンダム00（ティエリア・アーデ、紅龍）
- セイバーマリオネットJ（花形美剣）
- ゾイド新世紀スラッシュゼロ（バラッド・ハンター、セバスチャン、ダークジャッジマン）
- DEATH NOTE（ステファン・ジェバンニ）
- ドラゴンドライブ（萩原大介）
- NANA（本城蓮）
- ヒカルの碁（進藤ヒカル）
- ファンタスティック・フォー（ハービー）
- BLACK LAGOON The Second Barrage（ロットン・“ザ・ウィザード”）
- 無限のリヴァイアス（ルクスン・北条）
- モンスターファーム（ハム）
- ロックマンエグゼ（アイスマン）
- らんま1/2（猫魔鈴）

### OVA
- メルティランサー The Animation（補佐官）

### テレビドラマ
- ハイテク武装車バイパー（ジェシー・ポラード）

### その他
- ヴォイスプリント（第1回ゲスト）